# Blauwgrasland
Het blauwgrasland (Cirsio dissecti-Molinietum) is een associatie uit het verbond van biezenknoppen en pijpenstrootje (Junco-Molinion). Het is een bijzonder soortenrijke plantengemeenschap van schraal nat grasland dat voorkomt op oligotrofe, natte gronden, overwegend in beekdalen en laagvenen. De bodem mag noch te voedselrijk, noch te zuur zijn.

## Verspreiding
Tot het begin van de twintigste eeuw vond men in de laagveengebieden van de Lage landen grote oppervlakten blauwgrasland, alsook in (de randen van) de beekdalen van regio's met een zandige ondergrond. Er wordt geschat dat er in het begin van de twintigste eeuw in Nederland ca. 30.000 ha van dit type vegetatie voorkwam. Schattingen over de oppervlakte blauwgrasland tijdens dezelfde periode in Vlaanderen lopen op tot duizenden hectare. Dit moet op basis van de vrij goed bekende kensoorten onwaarschijnlijk geacht worden, tenzij men de meest ruime definiëring hanteert. Door de 'kwaliteitsverbetering' van landbouwgronden tijdens de 20e eeuw, waaronder het gebruik van kunstmest, verlaging van de grondwaterstand en verzuring is er nog maar heel weinig bewaard gebleven van dit vegetatietype.
In Nederland was er in 2016 ca. 30 hectare over. Alle blauwgraslanden zijn aangewezen als natuurreservaat. Beheerorganisaties zoals Natuurmonumenten proberen op verschillende plaatsen gedegenereerde blauwgraslanden te herstellen door het nemen van specifieke maatregelen als plaggen en vergroting van hoeveelheid en kwaliteit grondwater.
In Vlaanderen vindt men nog blauwgrasland in vijf natuurreservaten. Het betreft het Torfbroek in Berg, de Grote Schijnvallei in Oelegem, het Vorsdonkbos-Turfputten te Aarschot, de Dorpsbemden-Pomperik te Diepenbeek en de Langdonken te Herselt. In het Torfbroek komt de grootste oppervlakte blauwgrasland voor, maar zelfs hier bedraagt de oppervlakte goed ontwikkelde vegetatie amper meer dan twee ha. In het Torfbroek is er de potentie om enkele tientallen hectares blauwgrasland te herstellen. In het Vorsdonkbos-Turfputten komt ongeveer tien ha in aanmerking. In Oelegem is wellicht een drietal hectare herstelbaar, evenals de Dorpsbeemden te Diepenbeek en ook voor de Langdonken.

## Naamgeving en codering
- Syntaxoncode voor Nederland (rVvN): r16Aa01
- Natura2000-habitattypecodes (EU-codes): H6410, H7230
- BWK-karteringseenheid: hm

De wetenschappelijke naam Cirsio dissecti-Molinietum is afgeleid van de botanische namen van twee kensoorten binnen de associatie, de Spaanse ruiter (Cirsium dissectum) en het pijpenstrootje (Molinia caerulea).
Volgens de overlevering, mogelijk afkomstig van de bekende vegetatiekundige Victor Westhoff, is de term blauwgrasland terug te voeren op de blauwachtig gekleurde grassen die er groeien. Hoewel er onloochenbaar verschillende duidelijk blauwachtige soorten voorkomen, is die kleur ook bij kerngezonde blauwgraslanden maar zelden over grotere oppervlakken te ontdekken. Er zou ook sprake kunnen zijn van een historisch gegroeide vergissing. In sommige dialecten wordt het woord 'blauw' behalve voor de kleur namelijk ook gebruikt in de betekenis van 'kwalitatief minderwaardig', zoals in de uitdrukking 'een blauwe maandag'. Het zou een zinnige verklaring zijn omdat het nadrukkelijk een type schraal-land betreft.

## Subassociaties in Nederland en Vlaanderen
In Nederland en Vlaanderen komen vier subassociaties voor van het blauwgrasland.

### Subassociatie met borstelgras
Een subassociatie met borstelgras (Cirsio dissecti-Molinietum nardetosum) is vooral gebonden aan de hogere zandgronden. Differentiërende soorten zijn tandjesgras, fijn schapengras, borstelgras, gesnaveld klauwtjesmos, liggend walstro, gewoon struisgras en hondsviooltje. De syntaxoncode in Nederland voor deze subassociatie is r16Aa01a.

### Typische subassociatie
De typische subassociatie (Cirsio dissecti-Molinietum typicum) heeft als syntaxoncode in Nederland r16Aa01b.

### Subassociatie met melkeppe
Een subassociatie met melkeppe (Cirsio dissecti-Molinietum peucedanetosum) heeft als differentiërende soorten melkeppe, gewone waternavel, hennegras en riet. De syntaxoncode in Nederland voor deze subassociatie is r16Aa01c.

### Subassociatie met parnassia
Een subassociatie met parnassia (Cirsio dissecti-Molinietum parnassietosum) heeft als differentiërende soorten parnassia, vleeskleurige orchis, moeraswespenorchis, grote muggenorchis en gewoon vetblad. De syntaxoncode in Nederland voor deze subassociatie is r16Aa01d.

## Vegetatiezonering
Blauwgrasland kan contactgemeenschappen vormen met vegetatie van de klasse van heischrale graslanden, klasse van hoogveenbulten en natte heiden, klasse van kleine zeggen en de klasse van wilgenbroekstruwelen.

## Diagnostische taxa voor Nederland en Vlaanderen
Belangrijke soorten zijn blauwe zegge en pijpenstrootje, maar ook borstelgras, tandjesgras en witbol komen hier voor. In blauwgraslanden kunnen verder opvallend veel zeldzame plantensoorten voorkomen (al dan niet van de rode lijst) zoals parnassia, blauwe knoop, moerasviooltje, dopheide, zonnedauw, Spaanse ruiter, melkeppe, gewone vleugeltjesbloem, heidekartelblad, klokjesgentiaan, veenpluis, wilde gagel, welriekende nachtorchis en gevlekte orchis.
De associatie heeft voor Nederland en Vlaanderen als belangrijkste soorten:
Een boom- of struiklaag zijn bij dit type vegetatie afwezig.
Kruidlaag
| Kentaxon | Diff.soort | Abundantie | Triviale naam         | Botanische naam         | Opmerking                            | Afbeelding |
| -------- | ---------- | ---------- | --------------------- | ----------------------- | ------------------------------------ | ---------- |
| kA       |            | D          | Spaanse ruiter        | Cirsium dissectum       |                                      |            |
| kA       |            | D          | blauwe zegge          | Carex panicea           |                                      |            |
| kA       |            | A          | blonde zegge          | Carex hostiana          |                                      |            |
| kA       |            | A          | vlozegge              | Carex pulicaris         |                                      |            |
| kA       |            | F          |                       | Cirsium ×forsteri       | hybride Spaanse ruiter × kale jonker |            |
| kA       |            | O          | klein glidkruid       | Scutellaria minor       |                                      |            |
| kV       |            | A          | blauwe knoop          | Succisa pratensis       |                                      |            |
| kV       |            | A          | biezenknoppen         | Juncus conglomeratus    |                                      |            |
| kV       |            | O          | melkviooltje          | Viola persicifolia      |                                      |            |
| kO       |            | A          | kale jonker           | Cirsium palustre        |                                      |            |
| kO       |            | A          | kleine valeriaan      | Valeriana dioica        |                                      |            |
| kO       |            | A          | ruw walstro           | Galium uliginosum       |                                      |            |
| kO       |            | A          | veelbloemige veldbies | Luzula multiflora       |                                      |            |
| kA       |            | F          | wilde bertram         | Achillea ptarmica       |                                      |            |
| kA       |            | F          | lidrus                | Equisetum palustre      |                                      |            |
| kA       |            | F          | gewone engelwortel    | Angelica sylvestris     |                                      |            |
| kK       |            | A          | gestreepte witbol     | Holcus lanatus          |                                      |            |
| kK       |            | A          | scherpe boterbloem    | Ranunculus acris        |                                      |            |
| kK       |            | A          | knoopkruid            | Centaurea jacea         |                                      |            |
| kK       |            | A          | gewone brunel         | Prunella vulgaris       |                                      |            |
| kK       |            | F          | pinksterbloem         | Cardamine pratensis     |                                      |            |
| kK       |            | F          | veldzuring            | Rumex acetosa           |                                      |            |
| kK       |            | O          | grote pimpernel       | Sanguisorba officinalis |                                      |            |
| kK       |            | O          | vogelwikke            | Vicia cracca            |                                      |            |
| kK       |            | O          | rode klaver           | Trifolium pratense      |                                      |            |
| kK       |            | O          | beemdlangbloem        | Schedonorus pratensis   |                                      |            |
| kK       |            | O          | gewone hoornbloem     | Cerastium fontanum      |                                      |            |

Moslaag
| Kentaxon | Diff.soort | Abundantie | Triviale naam  | Botanische naam            | Opmerking | Afbeelding |
| -------- | ---------- | ---------- | -------------- | -------------------------- | --------- | ---------- |
| kO       |            | F          | boompjesmos    | Climacium dendroides       |           |            |
| kK       |            | F          | gewoon haakmos | Rhytidiadelphus squarrosus |           |            |

## Fauna

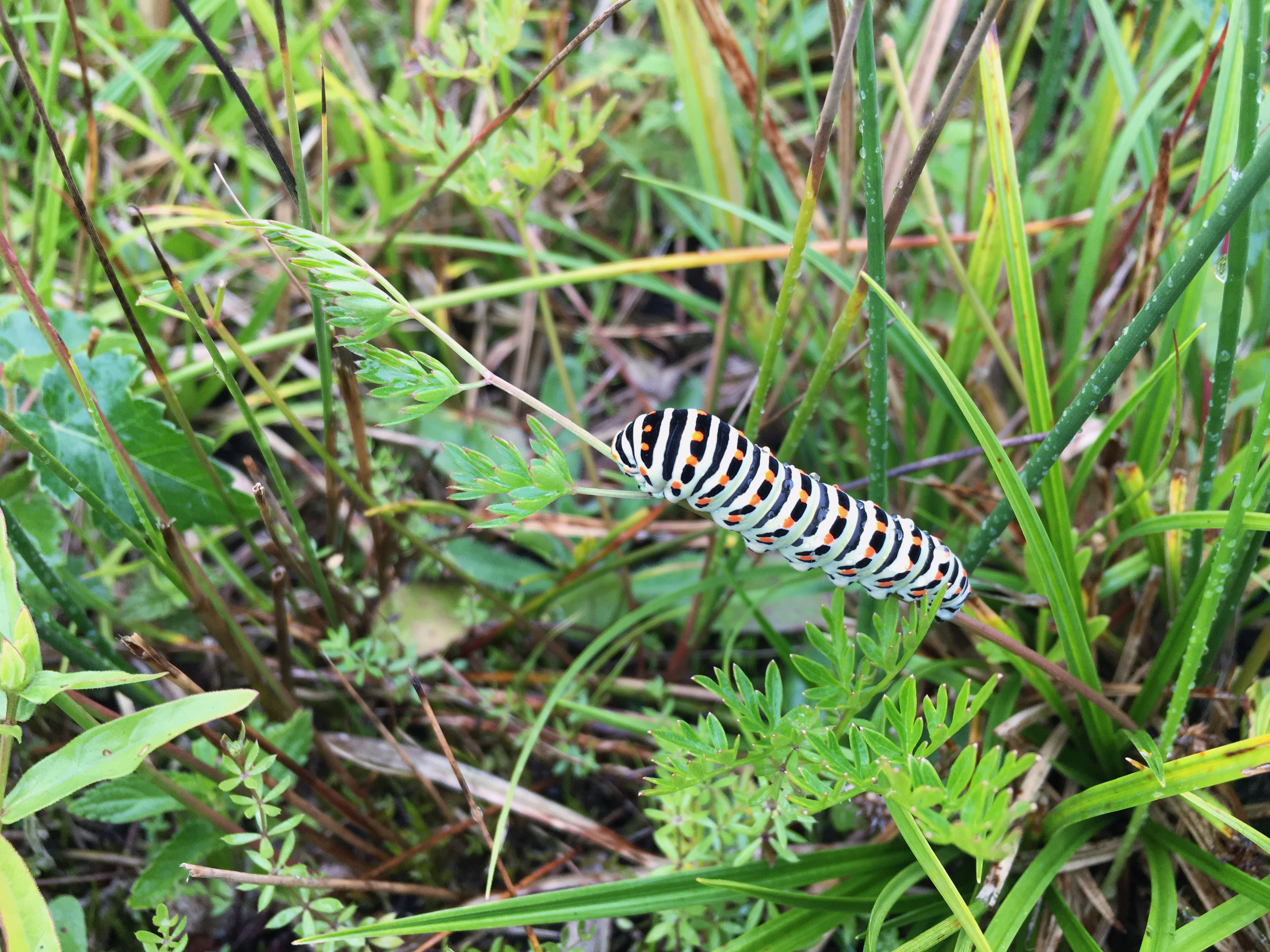
Een rups van de koninginnenpage in een blauwgrasland met de subassociatie met melkeppe.

In blauwgrasland komen onder meer pimpernelblauwtje, moerassteekmieren moerassprinkhaan, veldleeuwerik, gele kwikstaart, rietgors, roodborsttapuit en kwartelkoning voor.

## Biologische Waarderingskaart
In de Biologische Waarderingskaart (BWK) van Vlaanderen en het Brussels Hoofdstedelijk Gewest is deze associatie opgenomen als vochtig schraalgrasland (hm).
Dit vegetatietype staat gewaardeerd als 'biologisch zeer waardevol'.